# Орел-боєць
Орел-боєць (Polemaetus bellicosus) — хижий птах з родини яструбових (Accipitridae). Є єдиним видом в роді Polemaetus. Бойові орли зустрічаються насамперед у відкритих місцевостях Африки на південь від Сахари.

## Морфологія

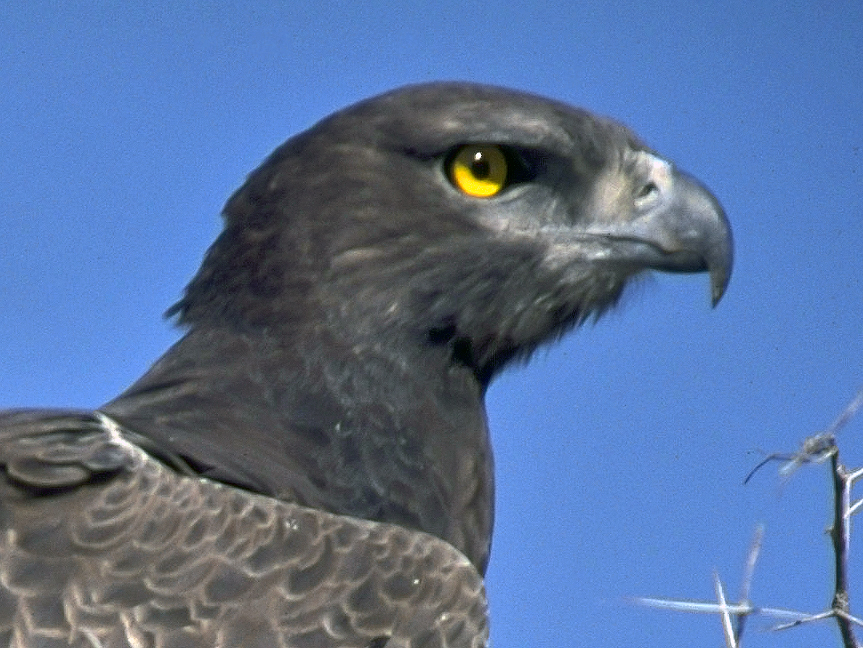
Голова орла-бійця

Спина, шия і крила забарвлені в темно-коричневий колір, у той час як живіт білого кольору з коричневими плямами, які у самок виражені ще більше, ніж у самців. Очі жовтого кольору. Сидячий орел-боєць має вертикальну поставу, а голова знаходиться приблизно на одній лінії з гострими кігтями. На грудях проглядаються потужні м'язи. Самки трохи більші й важчі за самців, величина яких становить у середньому лише 75 % величини самок. У цілому їх зріст становить від 78 до 96 см, а розмах крил становить від 188 до 227 см. Їх вага поки мало вивчена. 17 виміряних птахів невизначеної статі важили від 3,01 до 5,65 кг.

## Поведінка
Пари цих орлів мають гніздову територію площею більш ніж 1000 км2. Пари гніздяться на відстані близько 50 км один від одного, що є найнижчою щільністю населення серед всіх птахів світу.

## Розмноження

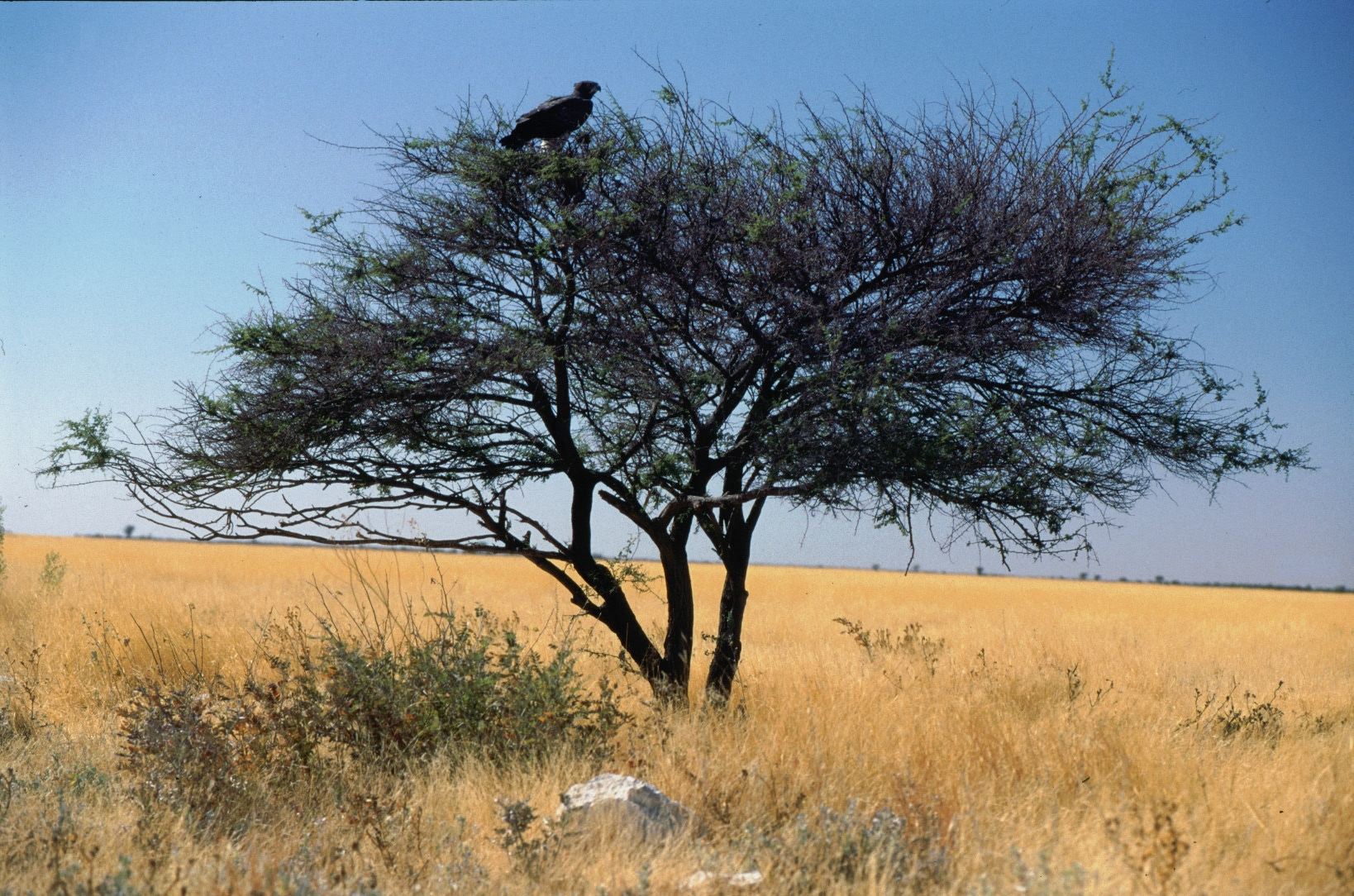
Орел-боєць на вершині дерева

Шлюбний період триває від листопада до липня і варіює всередині цього проміжку часу залежно від географічної широти. Самка споруджує гніздо практично сама. Воно буває в діаметрі до 2 м, а по висоті 1,5 м. Воно, як правило, знаходиться в розвилці гілок або на плоскій кроні дерева. Після закінчення будівництва гнізда самиця відкладає одне бежеве з коричневими вкрапленнями яйце, яке важить близько 190 грамів. Після висиджування, що триває від 6 до 7 тижнів, з яйця вилуплюється пташеня. Через три з половиною місяці молодий орел робить перші спроби літати, однак ще деякий час залишається поблизу батьківського гнізда. У віці від шести до семи місяців його оперення змінюється на доросле.

## Живлення

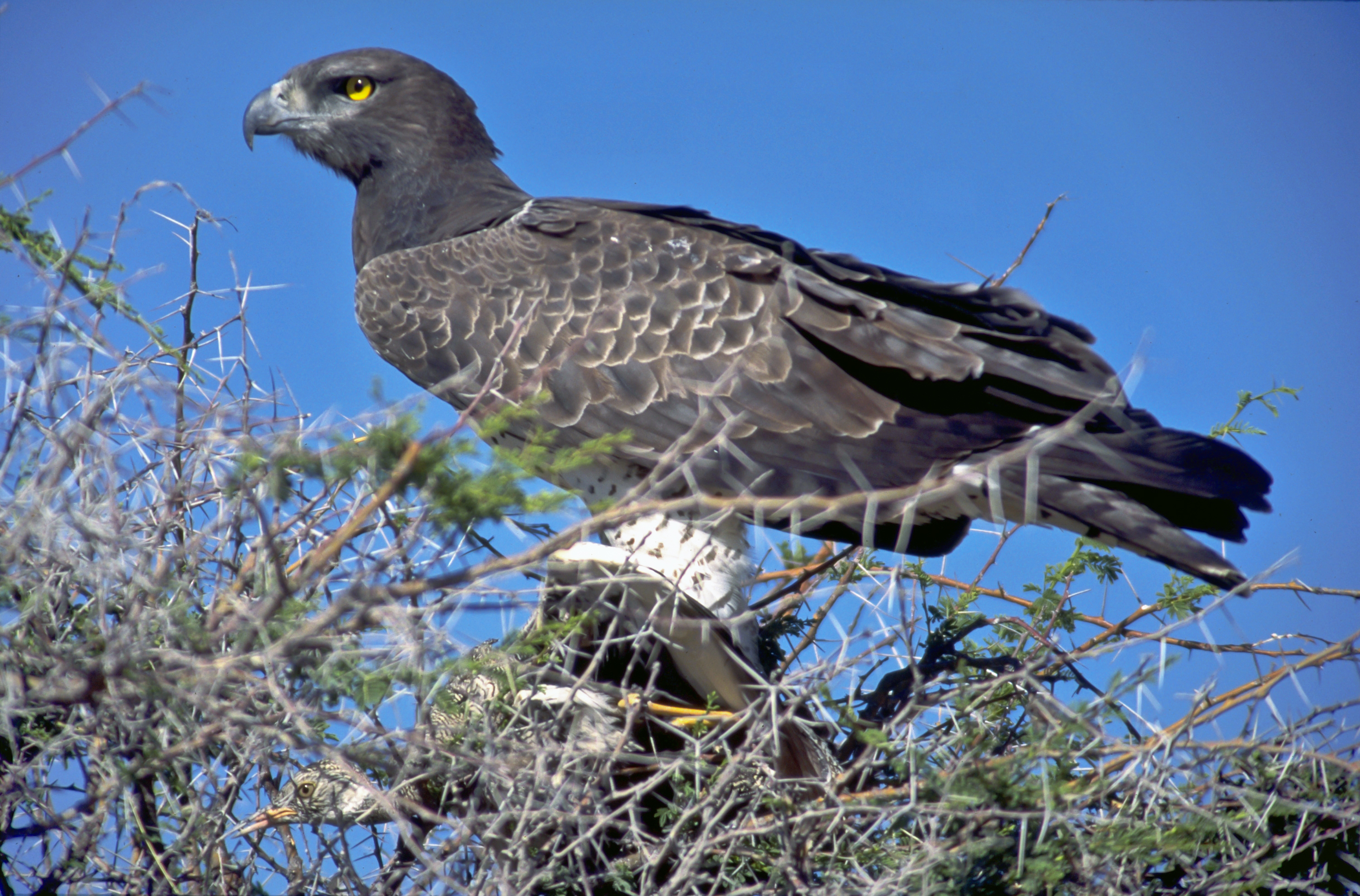
Орел-боєць зі здобиччю

Polemaetus bellicosus — найвищий хижак, що знаходиться на вершині харчового ланцюга птахів у своєму середовищі. У загальновживаній, науковій та більшості регіональних африканських назв ця назва виду означає «войовничий» і вказує на силу, зухвалість і невтомний характер їхніх мисливських звичок. Завдяки плямистому оперенню та несамовитій ефективності як хижака його іноді називають «леопардом повітря». Ці орли їдять головним чином дрібних і середніх ссавців і птахів, які живуть на землі, наприклад, куроподібних, молодих імпал, дукерів, змій, ящірок, даманів, варанів, сурикатів, а також домашніх тварин, таких як собаки, кози і молоді вівці.

## Поширення і загрози
Орел-боєць поширений по всій Африці на південь від Сахари й відсутній тільки в лісових регіонах на самому півдні ПАР. Попри те, що його єдиним ворогом є люди, орел-боєць є під загрозою зникнення. На нього полюють, як тільки він наближається до людських поселень, оскільки багато фермерів бояться за своїх тварин. За останні роки спостерігається постійне зниження чисельності бойового орла.